# Раб-Каценштајн RK-9
Раб-Каценштајн RK-9, познат и као црноглавка немачки је једномоторни, двоседи, двокрилни авион, мешовите конструкције који се користио као школски авион, између два светска рата.

## Пројектовање и развој
Авион су пројектовала два већ осведочена стручњака инжењери Паул Ј. Хал и Ерих фон Кнупфер. Пројектовање и израда прототипа је завршена 1928. године кад је авион Раб-Каценштајн RK.9 је направио први пробни лет. Авион је добио и популарни назив Grasmücke по птици црноглавка. "Црноглавка" је за разлику од својих претходника "ласте" и "пеликана" имала знатно мање димензије, мешовиту конструкцију, мотор Anzani снаге 35 KS, масу од свега 250 kg и носивост од 200 kg. Иначе на њему су примењена сва проверена конструктивна решења његових претходника. Био је то први на свету Ултра лаки авион.

## Технички опис
Авион је био двокрилац са једним мотором, дрвеном двокраком елисом, са два члана посаде. Авион је био најчешће опремљен ваздухом хлађеним радијалним мотором Salmson AD 9 снаге 40-45 KS. Носећа конструкција трупа авиона је била потпуно направљена од аутогено заварених челичних цеви а оплата од импрегнираног платна. Попречни пресек трупа је био правоугаони. Носећа конструкција крила је од дрвета са две рамењаче обложен платном. Крилца за управљање авионом су се налазила само на горњим крилима. Крила су између себе била повезана са једним паром металних упорница у облку ћириличног слова И. Оба крила су имала облик једнакокраког трапеза са полукружним завршетком, стим што је горње крило имало већи размах и било је померено према кљуну авиона у односу на доње. Стајни трап је био фиксан потпуно направљен од металних профила са точковима великог пречника и високо притисним гумама. Испод репа се налазила еластична дрвена дрљача.

### Варијанте авиона Раб-Каценштајн RK.9
- RK 9 - Основни модел са троцилиндричним радијалним мотором Anzani снаге 35 KS.
- RK 9a - Верзија основног модела са 9- мотором Salmson AD 9 снаге 40-45 KS.
- RK 9b - Хидроавион, модел исти као RK 9a са пловцима уместо стајног трапа.

## Земље које су користиле авион Раб-Каценштајн RK.9
- Аустрија
- Кина
- Краљевина Југославија
- Трећи рајх
- Швајцарска
- Шведска

## Оперативно коришћење
Ови авиони су се продавали приватним лицима и Аеро клубовима за почетну обуку пилота. Кинеској војсци је продато неколико хидроавиона RK.9b који су служили за обуку војних пилота и извиђање.

### Авион Раб-Каценштајн RK.9 у Југославији
Октобра месеца 1929. године немачка фабрика авиона Раб-Каценштајн (скраћено Ра-Ка) је организовала промотивну посету својих авиона Краљевини Југославији. У екипи су била 4 авиона а предводио их је А. Раб сувласник фирме Ра-Ка. Од ова четири авиона три су била производ фирма Ра-Ка, Kl.1 Швалбе (ласта), RK.2 Пеликан, и RK.9a Грасмике а четврти авион је био Дитрих лични авион господина А. Раба.
Лаки авион Раб-Каценштајн RK.9а Грасмике је био веома погодан за приватну употребу и туристичке летове, зато је мариборски трговац Јосип Моравец купио овај авион из екипе Раб-Каценштајн која је дошла у промотивну посету Југославији. Авион је 19. јануара 1930. године крштен именом "Ластавица", а почетком маја регистрован и добио ознаку UN-MJM. Летео је до 19. септембра 1930. године када је потпуно уништен у несрећи у Љубљани.

### Сачувани примерак
У Немачком техничком музеју у Берлину (нем. Deutsche Technikmuseum Berlin) налази се један сачувани примерак овог авиона. То је авион фабричког броја 353 произведен 1928. године, регистарских ознака D-1519 а пронађен је 1967. године. Рестауриран је 70-тих година двадесетог века и изложен у музеју Ото Лилиентал у Анкламу (нем. Otto-Lilienthal-Museum Anklam) да би 90-тих година пребачен у Немачки технички музеј у Берлину.